# Tapio (entreprise)
Pour les articles homonymes, voir Tapio (homonymie).
```

```

Tapio Oy est une entreprise publique de bioéconomie des forêts appartenant entièrement à l'État finlandais.

## Mission
Les domaines d'activité de Tapio Oy et Tapio Silva Oy sont
- foresterie et bioénergie
- environnement et services écosystémiques
- systèmes d'information forestière
- économie forestière
- promotion de la  bio-économie des forêts.

## Noms successifs de la société
- 1907-1928 Suomen Metsänhoitoyhdistys Tapio,
- 1928-1968 Keskusmetsäseura Tapio,
- 1968-1991 Keskusmetsälautakunta Tapio,
- 1991-1996 Metsäkeskus Tapio,
- 1996-2014 Metsätalouden kehittämiskeskus Tapio,
- 2015 Tapio Oy